# Madonna del Buon Consiglio a Via della Camilluccia
Madonna del Buon Consiglio a Via della Camilluccia är ett dekonsekrerat kapell i Rom, helgat åt Jungfru Maria och särskilt åt hennes roll som Goda rådets Moder. Kapellet är beläget vid Via della Camilluccia i quartiere Della Vittoria i nordvästra Rom. 

## Historia
Kapellet uppfördes i början av 1800-talet i nyklassicistisk stil. Fasaden har två doriska pilastrar och ett krönande triangulärt pediment.
Kapellet dekonsekrerades i början av 1970-talet.

## Kommunikationer
- Busshållplats Camilluccia/De Amicis – Roms bussnät, linje 913 913L 990 n913
- Busshållplats Camilluccia/Gandolfi – Roms bussnät, linje 913 913L 990 n913

### Webbkällor
- ”Cappella della Madonna del Buon Consiglio a Via della Camilluccia” (på italienska). info.roma.it. Arkiverad från originalet den 15 februari 2021. https://archive.md/0APqX. Läst 15 februari 2021.